# Anastase II d'Antioche
Pour les articles homonymes, voir Anastase II et Anastase.
Anastase II, dit Anastase le Jeune, fut le patriarche melkite d'Antioche de fin 598 ou début 599 à 609.

## Biographie
Il a été confondu avec son prédécesseur Anastase Ier, notamment par l'historien ecclésiastique Nicéphore Calliste Xanthopoulos, qui fait des deux une seule personne. On ne sait auquel attribuer quelques discours et fragments sur les dogmes dont l'auteur est appelé « Anastase d'Antioche » (par exemple les fragments d'un traité sur la Providence conservés avec le manuscrit 395 de la bibliothèque de Reims).
Ancien avocat, connaissant le latin, Anastase II traduisit la Regula pastoralis curæ du pape Grégoire le Grand à la demande de l'empereur Maurice, fait mentionné dans une lettre du pape lui-même, mais cette traduction est perdue. Il se montra hostile aux Juifs, et dans la situation d'anarchie et d'affrontements inter-communautaires qui prévalut en Syrie à la fin du règne de Phocas, il fut tué par des Juifs d'Antioche, peut-être le 21 décembre 609, car c'est ce jour du calendrier qu'il a d'abord été fêté. L'Église catholique et l'Église orthodoxe orientale le commémore le 20 avril. Il est considéré comme un saint martyr (mort relatée par le Chronicon Paschale et par le chroniqueur Georges Cédrène). 
Peu après, en octobre 610, Antioche fut prise par les Perses, sa population déportée, et le siège de patriarche melkite resta vacant pendant près de vingt ans.